# Nihali

Zone où on parle le Nihali

Le Nihal ou nihali, ou à tort kalto, est une langue isolée parlée par environ 2 000 personnes dans les États indiens du Madhya Pradesh et du Maharashtra. Il a été fortement influencé dans son vocabulaire et sa grammaire par les langues munda et indo-aryennes environnantes. Il semble cependant n'appartenir à aucune famille connue.
Franciscus Kuiper a été le premier à suggérer que cette langue peut être sans relation avec quelque autre langue indienne qui soit, avec un vocabulaire de base non-korku, non-dravidien, résidu d'une population primitive de l'Inde. Cependant, il n'a pas exclu qu'il peut s'agir d'une langue munda comme le korku. Les Nihalis ont longtemps vécu dans une relation symbiotique mais socialement inférieure au peuple korku, et sont bilingues en korku, avec le nihali fréquemment parlé pour s'assurer de ne pas être compris par eux. Les Nihalis originaux étaient de pauvres travailleurs qui servaient de main d'œuvre agricole pour des communautés autres que la leur. Kuiper a suggéré que les différences pourraient aussi résulter de l'argot, tel que le jobelin (cant, cryptolecte). 
Norman Zide décrit la situation de cette façon: 

« Les emprunts du nihali sont beaucoup plus massifs que les exemples des textes sur les imposantes acquisitions de l'albanais. Il semble se comparer davantage en ce sens à certains dialectes en voie d'extinction des Gitans, tels que ceux parlés aux États-Unis et dans l'ouest européen. La récente histoire du nihali inclut un massacre organisé par un des dirigeants de l'endroit au début du XIXe siècle, apparemment en réponse à leur croissant maraudage destructif. Depuis ce temps, le groupe décimé en taille a fonctionné largement en tant que pilleurs et voleurs avec de traditionnels associés externes qui disposaient des biens volés. Le groupe est depuis longtemps multilingue et utilise le nihali comme une langue plus ou moins secrète qui n'est habituellement pas révélée aux étrangers. De précédents investigateurs tentant d'apprendre la langue étaient apparemment délibérément rebutés ou induits en erreur. »

L'hypothèse de Kuiper provient du fait que plusieurs groupes de classes inférieures en Inde avaient une langue secrète. Ces langues secrètes étaient utilisées comme moyen de cacher une communication contre l'oppression des groupes de classes supérieures. Aujourd'hui, plusieurs des locuteurs du korku refusent de reconnaître la langue nihali. Les Korkus d'origine décrivent l'émergence du nihali dans leur communauté comme une perturbation civile. 
Les Nihalis vivent de manière semblable aux Kaltos; ceci, combiné au fait que le kalto a souvent été appelé nahali, a mené à une confusion des deux langues dans la littérature.